# Luigi Ficacci
Luigi Ficacci (* 6. Januar 1954 in Rom) ist ein italienischer Kunsthistoriker.
Luigi Ficacci studierte Kunstgeschichte an der Universität Rom, wo Giulio Carlo Argan sein wichtigster akademischer Lehrer war. Nach dem Studium war er Kurator am Instituto Nazionale per la Grafica in Rom. Später wurde er Superintendent für die Kulturgüter der Provinz Lucca. Der Fachmann für die Kunst des 17. und 18. Jahrhunderts und für Vergleichende Italienische Kunst lehrte an mehreren italienischen Universitäten. Er verfasste eine wichtige Arbeit über den Maler Francis Bacon und gab die kompletten Werke des Kupferstechers Giovanni Battista Piranesis heraus. Seit dem 20. August 2018 ist er Direktor des ISCR in Rom. Er ist mit der Kunsthistorikerin Anna Coliva verheiratet.

## Schriften
- Claude Mellan, gli anni romani. Un incisore tra Vouet e Bernini, Rom 1989, ISBN 88-7597-108-0
- The complete etchings = Gesamtkatalog der Kupferstiche, Taschen, Köln u. a. 2000, ISBN 3-8228-6620-2
- Giovanni Battista Piranesi. Selected etchings, Taschen, Köln u. a. 2001, ISBN 3-8228-5530-8
- Francis Bacon. 1909 - 1992, Taschen, Köln u. a. 2003, ISBN 3-8228-2197-7